# Магнолија (Охајо)
Магнолија (енгл. Magnolia) град је у америчкој савезној држави Охајо.

## Демографија
По попису из 2010. године број становника је 978, што је 47 (5,0%) становника више него 2000. године.
| Група             | 2000.       | 2010.       |
| Белци             | 906 (97,3%) | 945 (96,6%) |
| Афроамериканци    | 5 (0,5%)    | 2 (0,2%)    |
| Азијати           | 0 (0,0%)    | 3 (0,3%)    |
| Хиспаноамериканци | 16 (1,7%)   | 12 (1,2%)   |
| Укупно            | 931         | 978         |